# Sphegina limbipennis
Sphegina limbipennis är en tvåvingeart som beskrevs av Gabriel Strobl 1909. Sphegina limbipennis ingår i släktet midjeblomflugor, och familjen blomflugor.
Artens utbredningsområde är Spanien. Inga underarter finns listade i Catalogue of Life.